# アメリカシロペリカン
アメリカシロペリカン（学名：Pelecanus erythrorhynchos）は、ペリカン目ペリカン科に属する鳥類の一種。

## ギャラリー

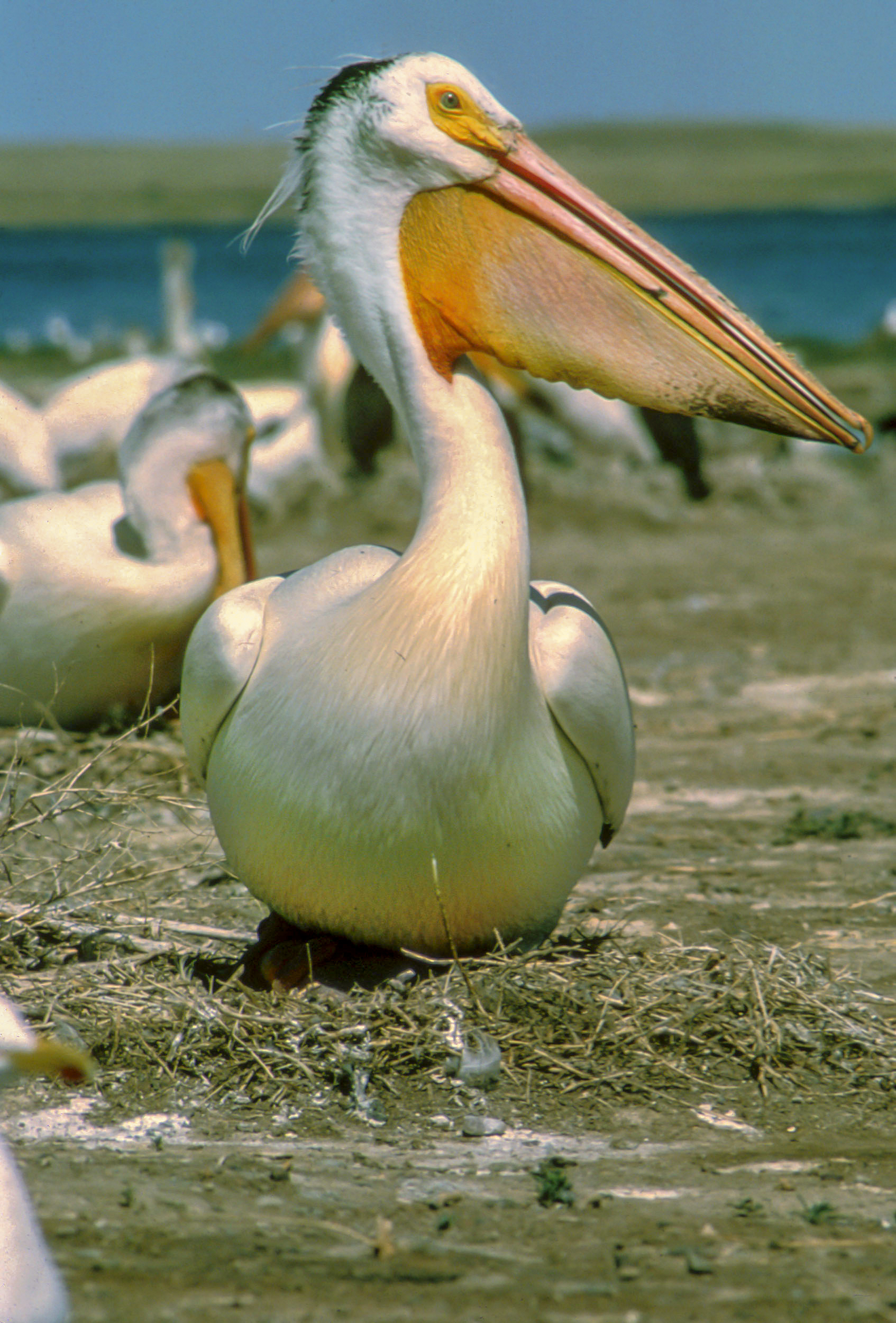
アメリカシロペリカン

## 分布
新北区、新熱帯区に生息する。

## 生態
繁殖期にはくちばし上部に突起が生じる。